# Capo Blossom
Capo Blossom (in russo мыс Блоссом) si trova nella parte sud-occidentale dell'isola di Wrangel, nello stretto di De Long, nel mare della Siberia orientale, in Russia. Amministrativamente fa parte dell'Iul'tinskij rajon nel Circondario autonomo della Čukotka.

## Geografia
Capo Blossom è il punto più meridionale dell'isola di Wrangel e quello più vicino alla costa continentale siberiana. La sua altezza è di soli 2 m s.l.m. poiché si trova su di una sottile striscia di terra sabbiosa che si allunga verso nord racchiudendo la laguna Vaigač.A 20 km in direzione nord si trova capo Thomas. La linea ideale da capo Blossom a capo Jakan (sulla terraferma), segna il confine tra il mare della Siberia orientale e il mare dei Čukči. 

## Storia
Nel 1881 ha ricevuto questa denominazione in onore della nave Blossom sulla quale, nel 1828, Frederick William Beechey aveva condotto i suoi studi sul mare dei Čukči. Nel 1911, capo Blossom fu esaminato dalla spedizione guidata da Ivan Semënovič Sergeev (Иван Семёнович Сергеев) sulla nave Vajgač, che ha dato il suo nome alla laguna adiacente. Dal 1941 al 1973, è stata operativa a capo Blossom una stazione polare della Glavsevmorputi. Attualmente è parte della riserva naturale statale "Isola di Wrangel" costituita il 23 marzo 1976.